# Millard Fillmore
Millard Fillmore (7. ledna 1800 Summerhill – 8. března 1874 Buffalo) byl americký politik, který v letech 1850–1853 byl 13. prezident Spojených států amerických a poslední člen americké Strany Whigů, který tento úřad zastával.
Byl jmenován z funkce viceprezidenta v zastoupení po smrti prezidenta Zacharyho Taylora, který zemřel na akutní gastroenteritidu. Stal se tak druhým americkým prezidentem, který se takto ujal moci. Nikdy však nebyl zvolen za prezidenta při vlastní kandidatuře. Poté, co dosloužil Taylorovo volební období, nebyl whigy ani nominován na prezidenta ve volbách v roce 1852 a v roce 1856 znovu neuspěl ve volbách jako kandidát nacionalistické strany Know Nothing. Zemřel 8. března 1874 v důsledku mozkové mrtvice.